# تیم شاو (شناگر)
تیم شاو (به انگلیسی: Tim Shaw) (زادهٔ ۸ نوامبر ۱۹۵۷) شناگر اهل ایالات متحده آمریکا است.